# Кошмал Віктор Миколайович
Кошмал Віктор Миколайович (10 серпня 1953, Бахмач, Чернігівська область) — фотожурналіст, фотохудожник.

## Біографія
Віктор Миколайович Кошмал народився 1953 року у місті Бахмачі Чернігівської області.
Навчався в Середній школі № 1, яку закінчив 1970 року.
В 1970–1971 році — працював на хлібозаводі вантажником, потім водієм.
1971–1973 році — проходив строкову службу в повітряно-десантних військах в Литовській СРСР. Пройшов навчання і став парашутистом-інструктором, підготував до стрибків 90 людей.
В 1973 році вступає до Чернігівського Національного Педагогічного Університету на факультет ЗТД (загальнотехнічних дисциплін).
В 1979 році, в зв'язку з хворобою, перейшов на заочне відділення. Пішов працювати керівником в дитячу фотостудію «Поиск».
Став завідувачем фотолабораторії в Палаці піонерів, нині Палац дітей та юнацтва.
В 1986 році Віктора Кошмала запросили очолити дитячу фотостудію при Станції юних техніків.
Постійно бере участь в фотоконкурсах. Найкращі фотознімки були неодноразово представлені на конкурсах Національної спілки фотохудожників України, газети «День», інформаційного агентства «Укрінформ», «PHL-фотолєнта», фірми «CANON».
Одружений, має 2-х доньок.

## Професійні досягнення
Першу фотокамеру «Смена-Б» отримав на 12-років від хрещеного батька. Став цікавитися фотографією.
В 1979 році пішов працювати керівником в дитячу фотостудію «Поиск».
Став завідувачем фотолабораторії в Палаці піонерів, нині Палац дітей та юнацтва.
В 1986 році Віктора Кошмала запросили очолити дитячу фотостудію при Станції юних техніків.
Працює фотожурналістом в Укрінформ, газеті ДЕНЬ, Голос України, обласних виданнях.
Член національного союзу фото художників України.
Член Асоціації спортивних журналістів України.
Член союзу журналістів України.
В 2013 році зайняв 2 місце на VII конкурсі спортивної фотографії.
В 2013 році нагороджений дипломом управління освіти і науки обласної державної адміністрації за підготовку призерів конкурсу юних любителів.

## Фотоапаратура
CANON MARK IV, 16-35 мм; 70-200 2,8; 100 2,8. 

## Типи зйомки
- Репортажна
- Постановочна
- Новостна

## Місця зйомки
- Природа
- Пейзажі
- Архітектура
- Історичні місця і події.

## Висловлювання
Некрасивых людей нет, есть плохие фотографы.
Люблю життя, жінку, любих доньок і внуків. А ще фотоапарат, машину, природу і всіх вас. Бо без вас — нічого робити.

## Ціль
Показать жизнь, красоту Земли и её людей. Быть впереди событий.

## Галерея

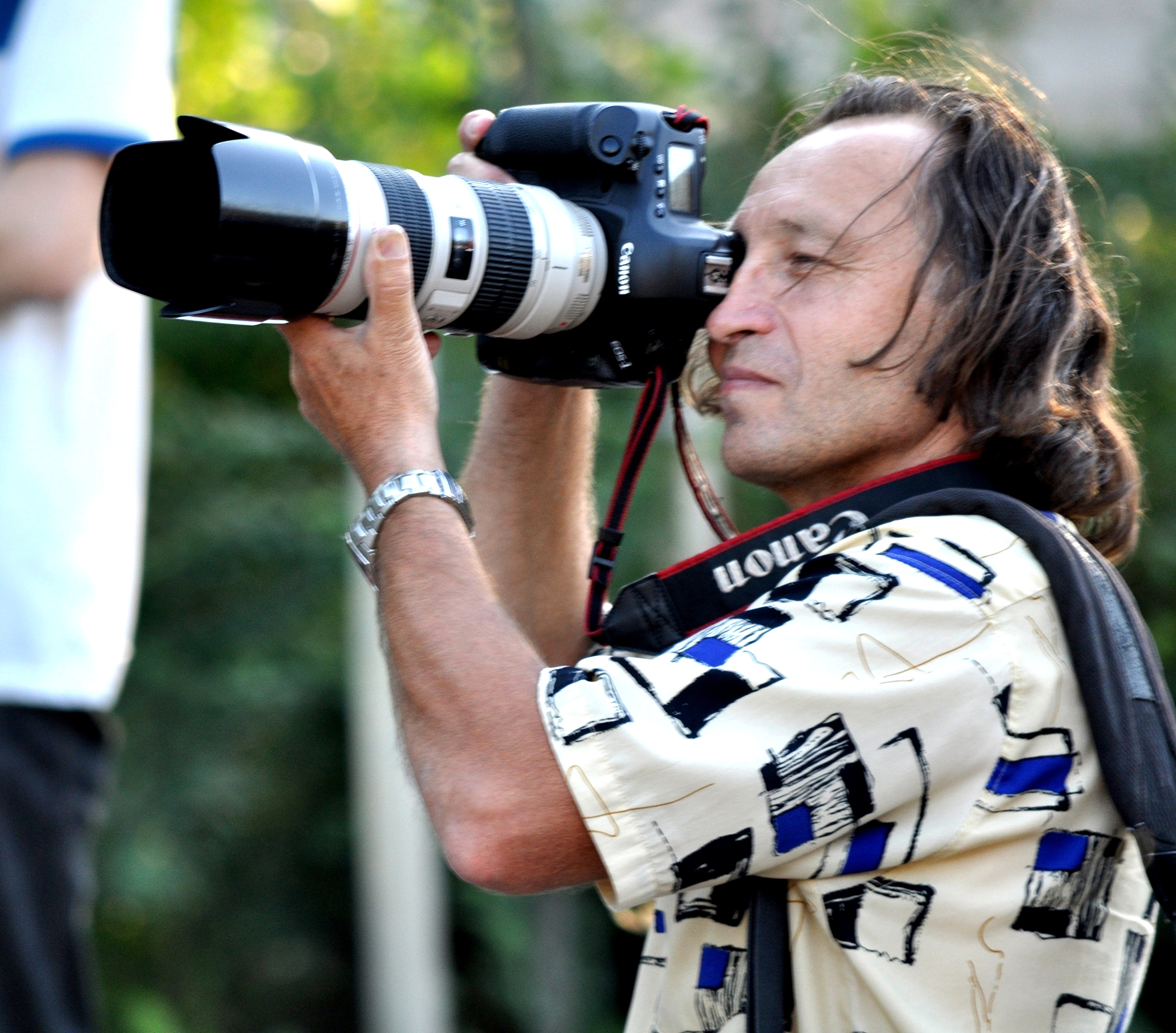
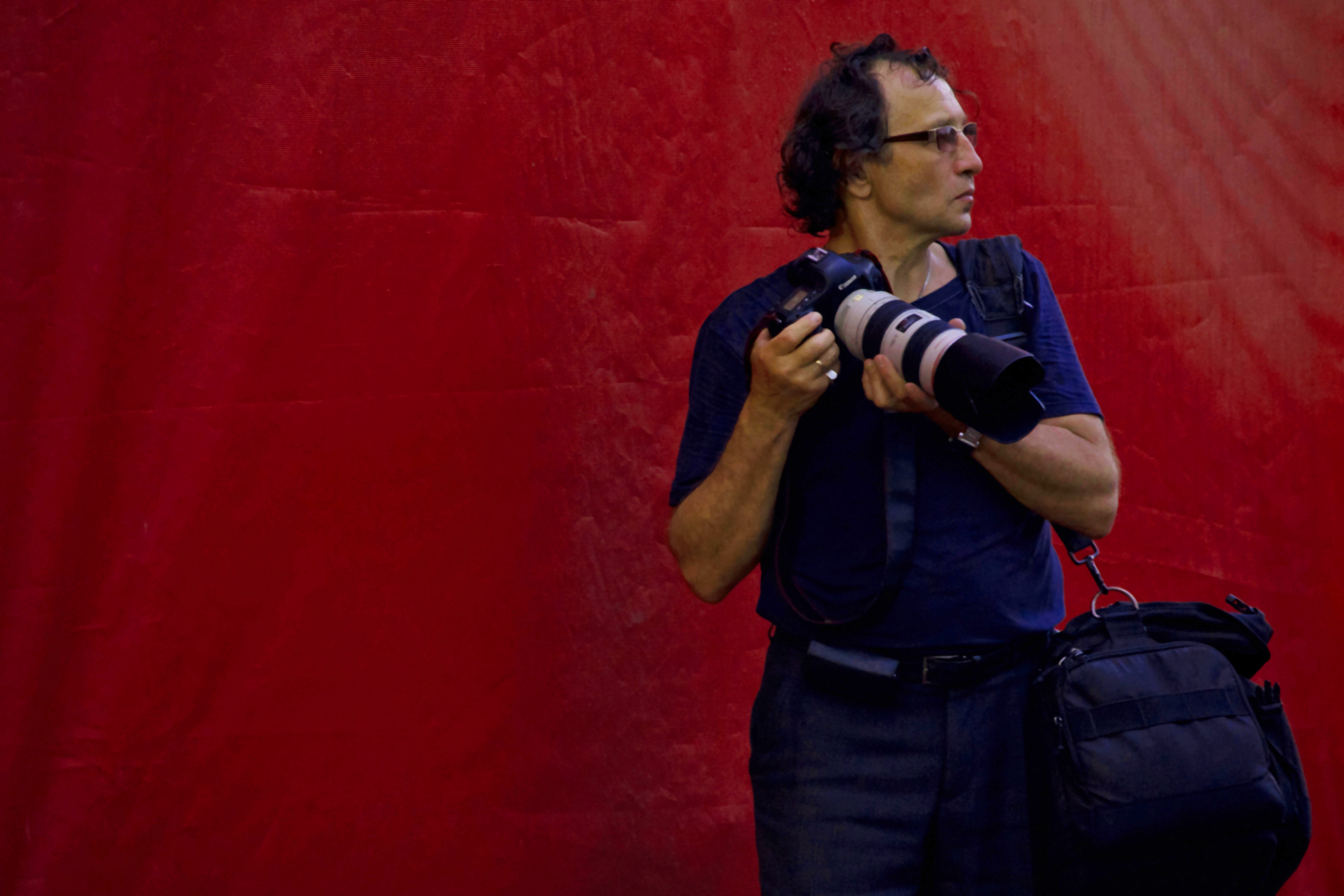
2014
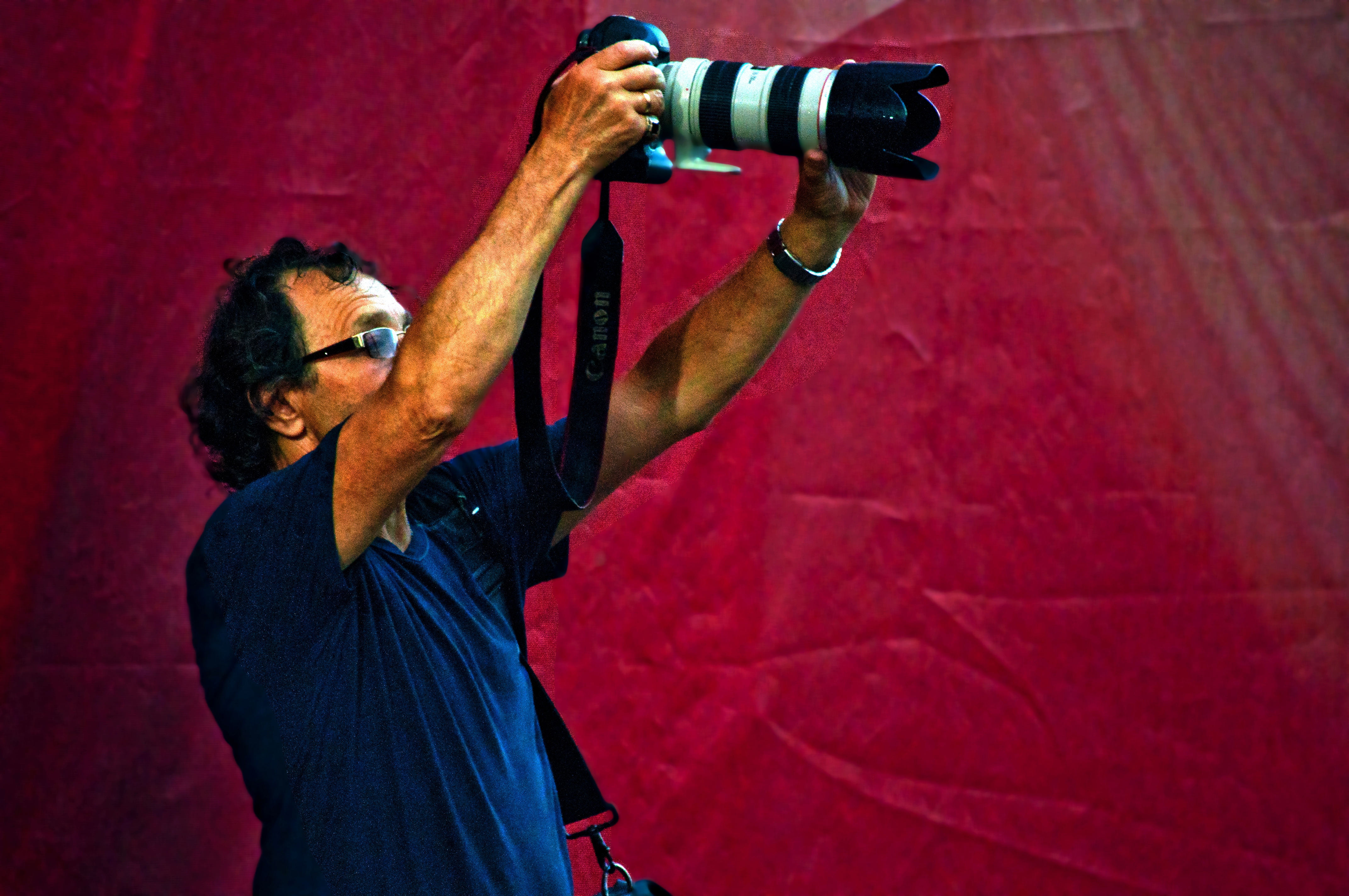
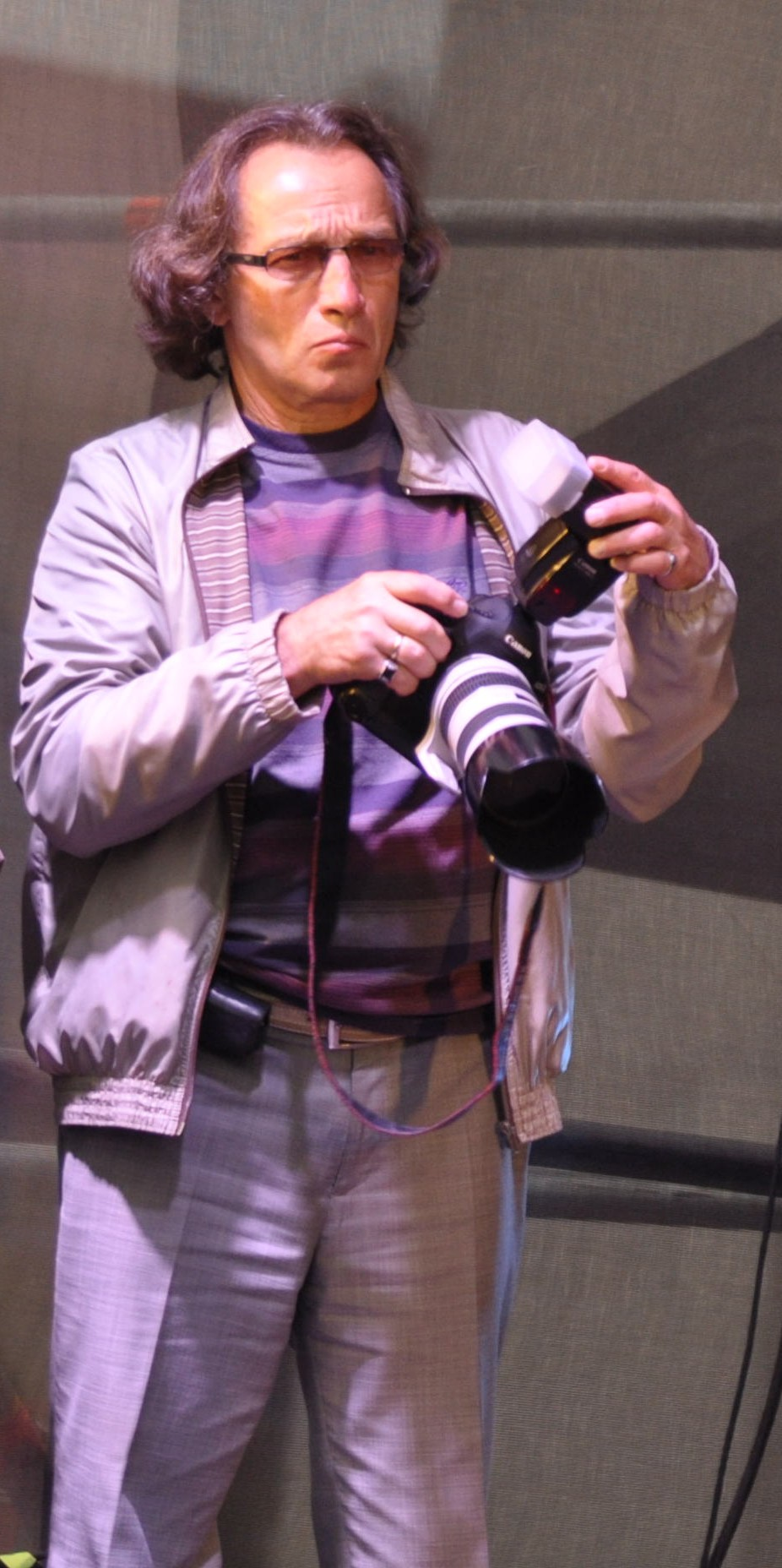
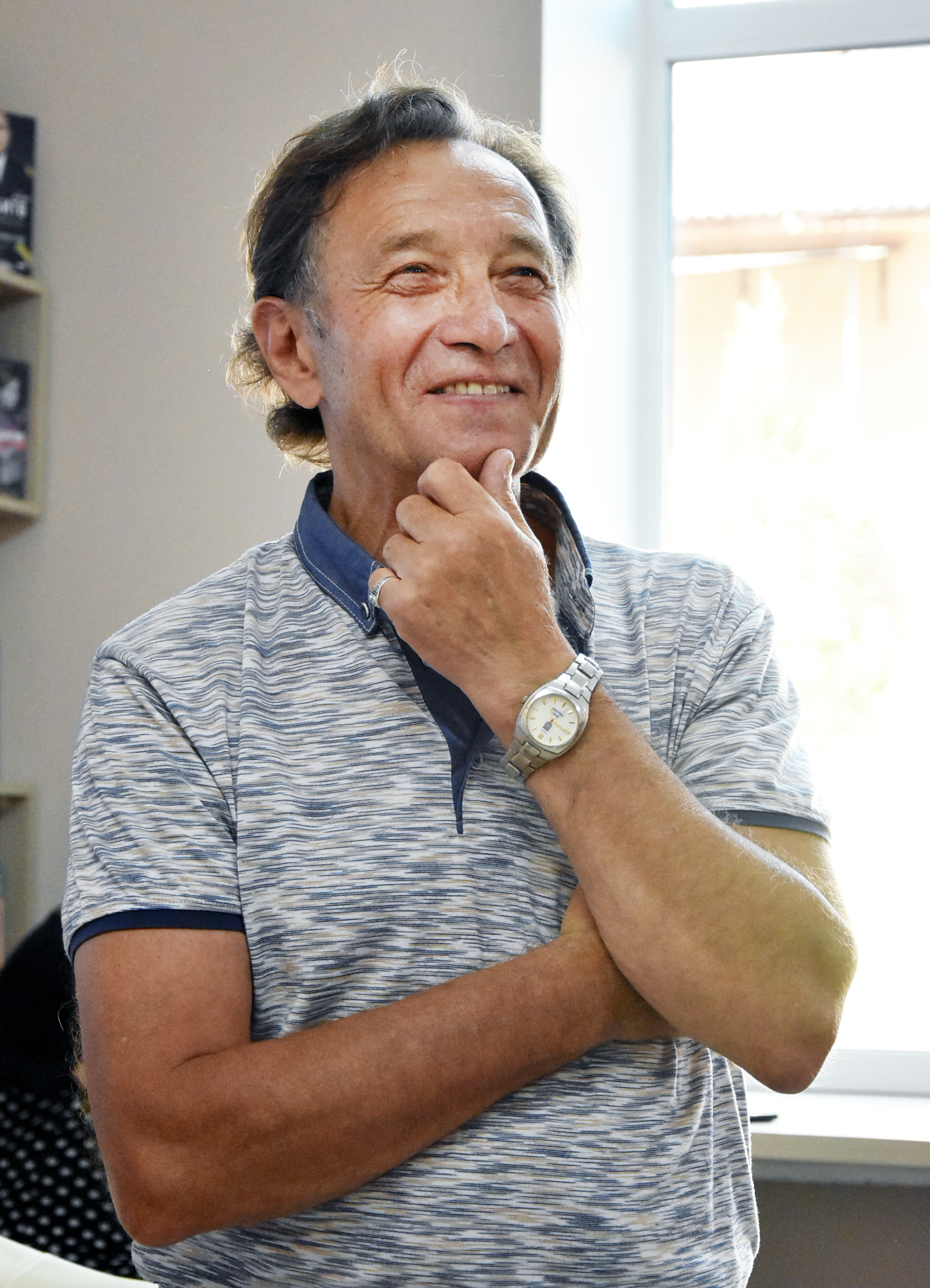
Фотограф Віктор Кошмал у Чернігівській міській бібліотеці ім. М. Коцюбинського. Творча зустріч з нагоди 70-річчя фотографа, 3 серпня 2023
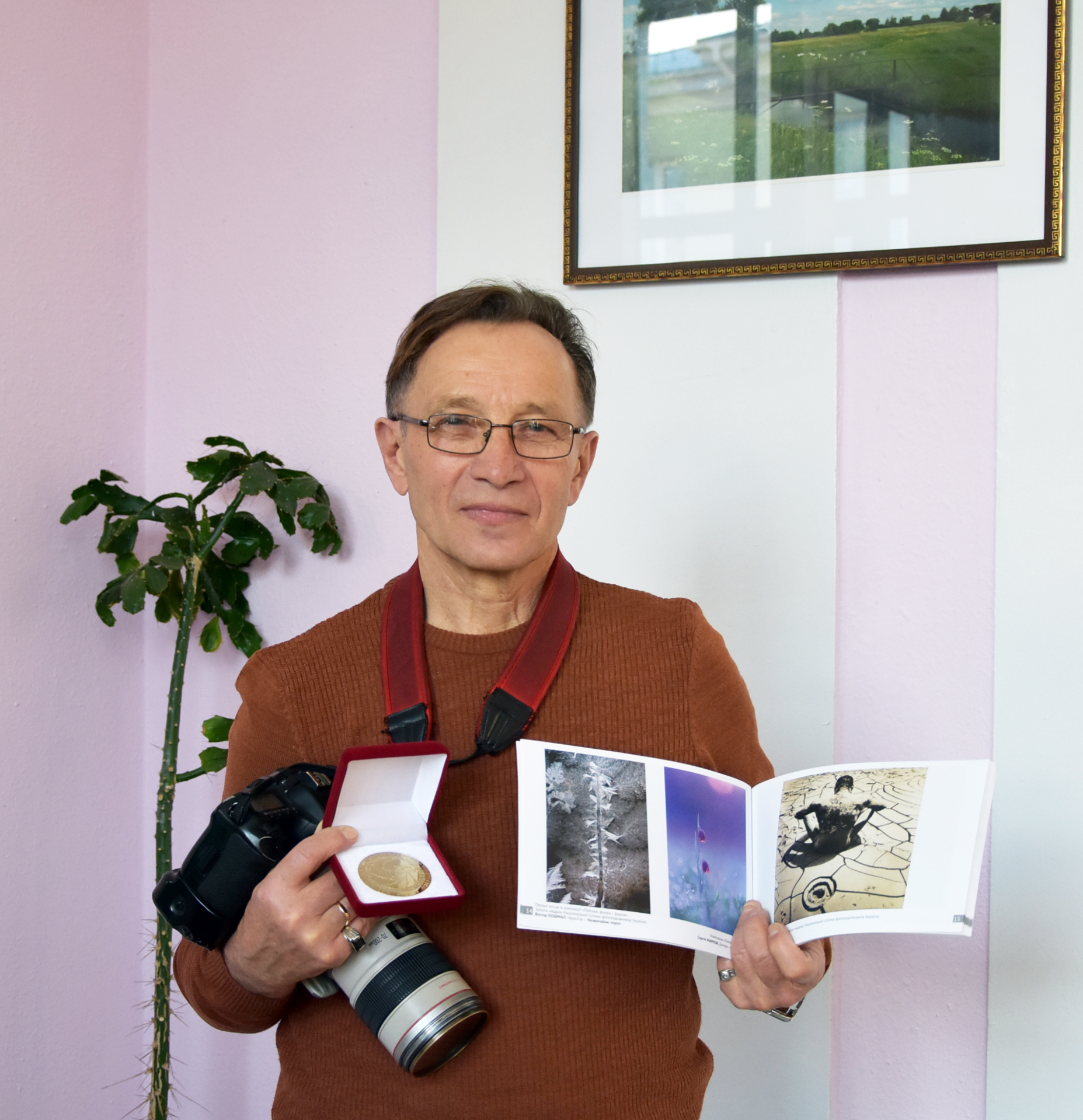
Віктор Кошмал з золотою медаллю Національної спілки фотохудожників України за роботу «Незвичайне поруч» (XIV Національна бієнале Природа 2020)